# Cold wave
La cold wave (prononcé [kəʊld.weɪv], littéralement « vague de froid », ou vague froide) est un genre musical apparu à la fin des années 1970 en Angleterre, qui s’est popularisé principalement dans la première partie des années 1980. Il peut être considéré comme un sous-genre des courants new wave et post-punk, dont il radicalise le minimalisme et la froideur. L'expression a été utilisée pour la première fois en 1977 pour décrire la musique de Siouxsie and the Banshees.
L'appellation « cold wave » est surtout utilisée en France, en Belgique et Suisse francophones. Au Royaume-Uni, il s'agit plus volontiers de « post-punk ». Il ne faut pas confondre ce courant avec la cold wave américaine, qui est un genre de rock industriel apparu vers la fin des années 1980.

## Histoire

### Origines et formations
Parmi les précurseurs de ce style, on retrouve David Bowie avec ses albums Low et "Heroes" composés avec le musicien Brian Eno, mais aussi les expérimentations électroniques et froides de certains groupes allemands (tels que Kraftwerk, Can, Neu!), ainsi que le rock électronique et minimaliste de Suicide. Les débuts de la musique industrielle et le groupe Throbbing Gristle ont eux aussi contribué à l'émergence de ce mouvement musical. Fin 1977, dans les numéros du 26 novembre 1977 et du 3 décembre, l'hebdomadaire britannique Sounds consacre deux unes à une scène émergente qu'il nomme New Musick - The Cold Wave et désigne la chanteuse Siouxsie comme « la représentante majeure de la cold wave ». Celle-ci décrit sa musique comme « froide comme une machine et passionnée en même temps ». Lors d'une session pour John Peel enregistrée pour la BBC, la première version de sa chanson Metal Postcard est présentée avec une batterie pleine d'écho et de delay, ce qui crée beaucoup d'espace. Pour la journaliste Vivien Goldman, cette musique « résonne comme une usine industrielle du XXIe siècle » annonçant « l'ère de la machine » : c'est « le rugissement de la cold wave des seventies qui avance vers les eigthies. » Siouxsie répond à cette observation en disant, « c'est que peut-être, il y a une nouvelle ère glaciaire qui arrive. »
Un an après en novembre 1978, son groupe Siouxsie and the Banshees dessine les premiers contours de la cold wave sur disque avec l'instrumental Pure qui ouvre leur premier album The Scream. Ce titre, enregistré avec une pléiade d'effets, chorus, flanger, delay et une réverbération sur la batterie comme sur les autres instruments, est alors atypique dans leur répertoire. En décrivant ce morceau, Nick Kent précise dans le NME : « Pure emmène le son à un point ultime, laissant des espaces qui ont autant de sens que les notes jouées. » Le groupe explora davantage cette veine sur leur deuxième album Join Hands sorti l'année suivante, où tous les titres de la face-A baignent dans une ambiance crépusculaire. Martin Hannett, le producteur de Joy Division, déclarera plus tard au journaliste Jon Savage avoir été intéressé par le travail de Siouxsie. Les musiciens de Joy Division, ont par la suite nommé Siouxsie and the Banshees « une de nos grosses influences [...] pour la façon inhabituelle de jouer de la guitare et de la batterie ».
À la même époque, le groupe Wire est la première formation post-punk à utiliser des synthétiseurs dans le seul but d'ajouter une atmosphère glaciale à leurs morceaux. Leur deuxième album Chairs Missing, publié en 1978 se démarque en cela nettement de leurs réalisations antérieures. Wire façonnera encore plus cette esthétique sur leur troisième disque 154 sorti en 1979. Un des autres groupes emblématiques du « son » cold est Joy Division et ceci grâce l'apport de leur producteur Martin Hannett rencontré à l'automne 1978. L'année suivante, Hannett change la coloration musicale du groupe en y ajoutant des claviers et plusieurs effets sur la batterie. Dans une de ses chansons, Ice Age, le chanteur de Joy Division, Ian Curtis évoque l'époque glaciale dans laquelle il vit, avec les paroles : « I'm living in the Ice age (...) Into the cold ». Après avoir enregistré deux albums studio Unknown Pleasures et Closer, Ian Curtis met fin à ses jours en mai 1980, laissant une empreinte durable sur ses contemporains. Le minimalisme, les rythmes martiaux et le son glacial du groupe de Manchester, ainsi que la voix sépulcrale de Curtis, seront énormément imités dans les décennies suivantes.
Public Image Limited, le deuxième groupe fondé par John Lydon, marque aussi les esprits avec leur album Metal Box, incluant une longue plage d'ouverture expérimentale intitulée Albatross. The Cure effectue en 1980 une incursion dans ce style dès leur deuxième album, l'introspectif et atmosphérique Seventeen Seconds. Le groupe de Robert Smith avec sa trilogie Seventeen Seconds, Faith et Pornography, a directement influencé des générations de groupes cold wave, Cold étant d'ailleurs le titre d'une chanson de l'album Pornography. Ces groupes britanniques post-punk sont nés dans le sillage du mouvement punk qui incarnait deux phénomènes essentiels : l'accessibilité pour tous à la musique et la révolte des jeunes face à l'establishment dans une société en plein désarroi.
La cold wave est un terme attribué à un certain nombre de groupes à partir de 1977 sans qu'il y ait pour autant une réelle unité de genre. La cohérence du style tient d'un certain statisme rythmique, l'utilisation de sonorités froides, l'usage lugubre de la voix avec des paroles tournées vers l'angoisse et un certain mal-être.
À l'opposé de la plupart des courants rocks de l'époque, le style se caractérise par la prédominance de la section rythmique, généralement lente et pesante, l'usage fréquent de synthétiseurs, des guitares en surimpression parfois volontairement dissonantes. C'est une tendance où les artistes peuvent exprimer leur difficulté d'exister dans une société en plein bouleversement. On peut y voir un certain mal-être existentiel, parfois empreint de poésie au-delà du rejet instinctif et énergique du punk. Chaque groupe exprime une tendance, une esthétique, une créativité, une personnalité propre. Dans les groupes « classés » cold wave on peut aussi citer : Bauhaus, Section 25, Cabaret Voltaire, The Opposition, The Sound, A Certain Ratio, Japan, And Also the Trees ou encore Tuxedomoon. Des groupes moins underground comme Depeche Mode ont aussi fait une incursion dans ce style avec leur album Black Celebration publié en 1986. Leur travail reposait exclusivement sur un travail mélodique au synthétiseur.
En France, une scène émerge dès le début des années 1980. Certaines formations hexagonales et belges chantant en anglais telles que KaS Product, Clair Obscur, Little Nemo, Marquis de Sade, Jad Wio, Dominic Sonic ou Trisomie 21 sortent des albums.

### Évolution de la scène

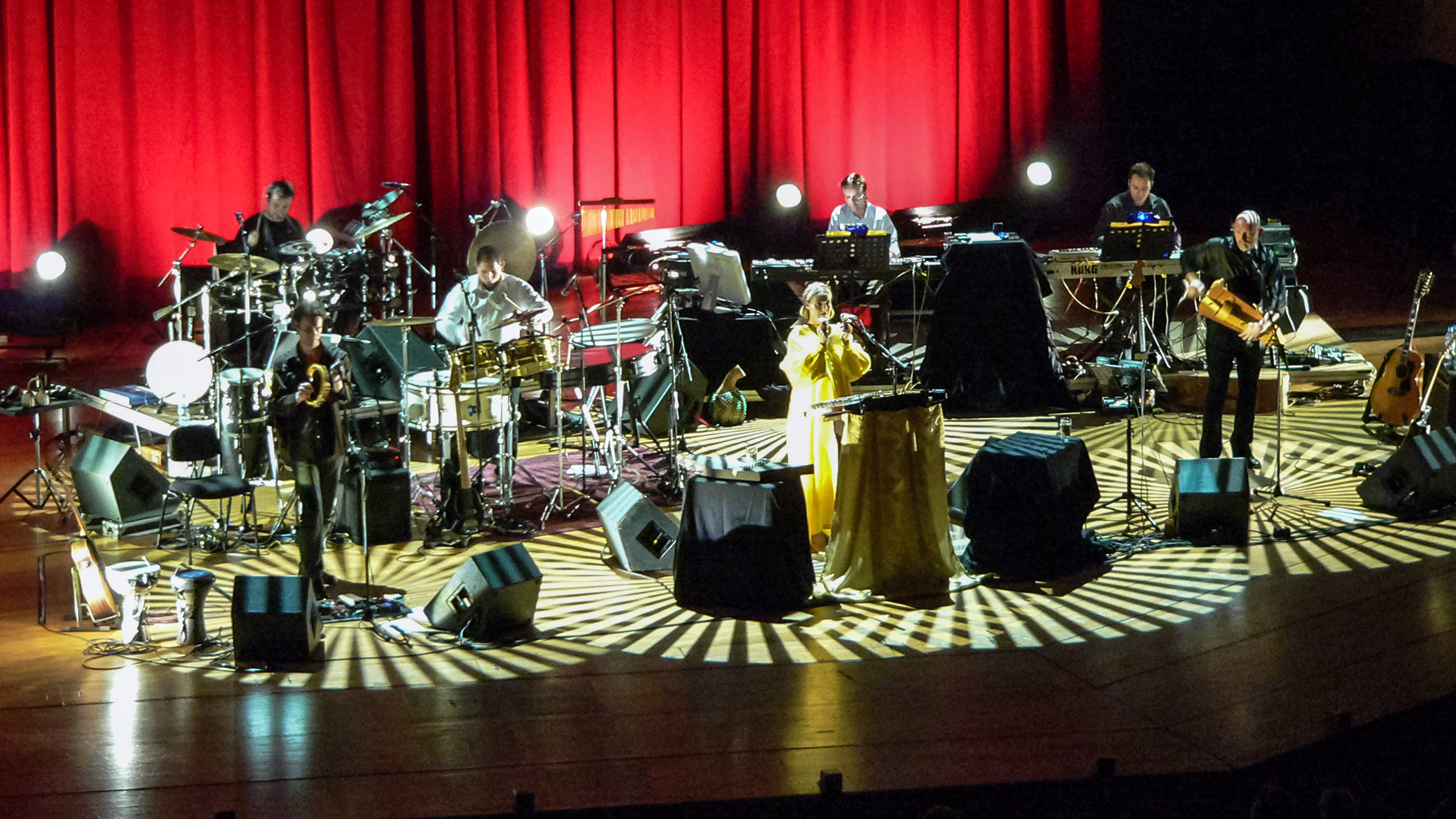
Dead Can Dance en concert en 2005.

Nombreux sont les groupes classés cold wave qui ont disparu dès le milieu des années 1980. D'autres ont fait évoluer leur musique vers la pop (The Cure), les musiques électroniques (New Order anciennement Joy Division) ou la musique mystico-orientale (Dead Can Dance). Depuis le début des années 2000, on peut observer une résurgence de ce style chez des groupes plus récents comme Interpol, Editors, She Wants Revenge et White Lies.
On note également un regain d'intérêt pour ces groupes des années 1980, notamment ceux de l'underground français comme Kas Product, qui font l'objet de rééditions pour les amateurs. Le succès du projet Nouvelle Vague, de Marc Collin et Olivier Libaux, qui reprend de nombreux titres de cold wave en version bossa nova, démontre que ce style trouve encore un certain écho dans les années 2010 avec notamment John & Jehn (avec la chanteuse Jehnny Beth avant que celle-ci ne fonde Savages) puis Lescop.

## Groupes représentatifs

### Groupes anglo-saxons
- And Also the Trees
- The Chameleons
- Anne Clark
- Bauhaus
- Clan of Xymox
- Cocteau Twins
- The Cure
- Dead Can Dance
- Fad Gadget
- Interpol
- Japan
- Joy Division
- Modern English
- Minimal Compact
- New Order
- O. Children
- The Opposition
- Propaganda
- Section 25
- She Wants Revenge
- Siglo XX
- Siouxsie and the Banshees
- The Sisters of Mercy
- The Sound
- Tuxedomoon
- Virgin Prunes
- Wire
- White Lies
- Xmal Deutschland

### Groupes français
- Asylum Party
- Babel 17
- Baroque Bordello
- Charles De Goal
- Clair Obscur
- Complot Bronswick
- Dominic Sonic
- Frustration
- Grand Blanc [8]
- Guerre Froide
- Jad Wio
- KaS Product
- Lescop
- Little Nemo
- Marquis de Sade
- Martin Dupont
- No Tears
- Opera Multi Steel
- Rajna
- Trisomie 21